# Grazi (futebolista)
Grazielle Pinheiro Nascimento, conhecida como Grazi (Brasília, 28 de março de 1981), é uma ex-futebolista brasileira que atuava como volante e meia. 
A jogadora teve passagens por grandes equipes, como São Paulo, Portuguesa, Santos, Botucatu e Corinthians. Enquanto na Seleção Brasileira, participou de duas Olimpíadas, dois Jogos Pan-Americanos e três Copas do Mundo.

## Carreira
Aos 13 anos de idade, Grazi atuava pelo Sociedade Esportiva do Gama, no Distrito Federal. Após o convite de Romeu Castro, Grazielle chegou a São Paulo em 1995, representando o Saad em uma competição sub-17. Ela foi artilheira do time campeão do torneio, e com isso logo conseguiu sua passagem para o São Paulo, onde foi campeã do Paulistana (nome da competição da época).
Grazi então seguiu para a Portuguesa, ficando no clube de 1998 até 2002, quando se encerrou o projeto.
Rodando por alguns estados, a atacante acertou sua ida para o Botucatu, em 2004, no que seria uma passagem marcante na sua carreira, pois foi campeã em três oportunidades do Paulista Feminino com o clube. 
Entre 2006 e 2007, ela atuou na Espanha e venceu a Copa da Rainha de 2007 pelo Levante.
Ela voltou ao Brasil para jogar mais uma vez no Botucatu, mas, com o fim do time, a atacante aceitou ser mais uma das principais jogadoras do Santos em 2010, que contava com outras estrelas do futebol, como Marta e Cristiane. Lá foi campeã de competições importantes, como a Libertadores, a Copa do Brasil e o Paulista.
Grazielle foi presença constante nas convocações da Seleção Brasileira de Futebol Feminino., disputando diversos torneios, como Olimpíadas, Pan-americanos e Copas do Mundo.
A jogadora conquistou a medalha de ouro no Pan-americano de 2007, a prata olímpica em 2004 e 2012 e o terceiro lugar no Mundial de 1999.
O clube em pelo qual mais atuou na carreira profissional é o Corinthians. Lá desde 2016, quando o time fez uma parceria para ter um time feminino com o Osasco Audax, ela estreou pela equipe no Campeonato Brasileiro, em uma vitória de 2 a 1 diante do Rio Preto, em 27 de janeiro. Ao todo, Grazi fez 258 partidas pelo Timão (sendo 182 delas como titular), marcando 78 gols e conquistando 15 títulos. Neste período, a atleta foi capitã e um dos principais pilares do time comandado por Arthur Elias.
Ao final de 2021, ela anunciou que iria se aposentar após a temporada seguinte. No entanto, Grazi decidiu permanecer na equipe até o final de 2023 para "pegar mais um momento legal com o Corinthians e acompanhar essa evolução de perto".
Sua última partida pelo Corinthians e como jogadora profissional aconteceu na semifinal do Campeonato Paulista de 2023, no jogo de volta contra o Palmeiras, quando o Timão venceu o duelo por 8 a 0.
Após a conquista do último título da carreira de Grazi, o Paulista 2023, o Corinthians organizou uma partida de despedida para a atleta. Antes da bola rolar, Grazi recebeu uma homenagem e se tornou a primeira mulher a ter seus pés colocados na calçada da fama do Memorial Corinthians. O jogo foi realizado no Estádio Alfredo Schürig (mais conhecido como Fazendinha) e contou com o elenco do Timão, além de outras jogadoras que fizeram parte da trajetória da camisa 7 e que foram pioneiras do futebol feminino, como Leda Maria, Roseli, Pretinha, Marisa Pires.

## Vida fora de campo
Grazi começou a jogar futebol ainda criança nas ruas de Brasília e enfrentou preconceito por conta do seu gênero.
"Eu comecei a jogar em Brasília, na rua com os meninos, e sofria muito preconceito. As pessoas me chamavam de várias coisas. É algo muito marcante ver toda essa evolução dentro da modalidade, estou muito feliz por viver isso dentro do campo. Muitas meninas da minha geração já pararam e não tiveram essa oportunidade".
Em 2022, a jogadora venceu o troféu "Reflexões", no prêmio Bola de Prata da ESPN Brasil, que tem a proposta de premiar trabalhos de característica social. Grazielle foi primeira mulher a vencer este troféu por conta da sua contínua luta por inclusão das mulheres no futebol.
"Reconhecer essa luta é um passo gigantesco que a gente deu dentro da modalidade. E, hoje, demos mais um passo por esse prêmio ter sido entregue a mim, uma mulher negra".
Já no fim da carreira, Grazi começou a investir na sobrinha Emily para que ela siga seus passos em campo. O nome, inclusive, é uma homenagem à sua amiga e companheira de time na época do São Paulo, a ex-treinadora da Seleção Brasileira, Emily Lima.

## Títulos
Botucatu
- Taça Brasil: 2006

Levante
- Copa da Rainha: 2007

Santos
- Copa do Brasil: 2009
- Copa Libertadores da América: 2009, 2010
- Campeonato Paulista: 2010, 2011

Corinthians/Audax
- Copa do Brasil: 2016
- Copa Libertadores da América: 2017

Corinthians
- Campeonato Brasileiro: 2018, 2020, 2021, 2022, 2023
- Copa Libertadores da América: 2019, 2021
- Campeonato Paulista: 2019, 2020, 2021, 2023
- Supercopa do Brasil: 2022, 2023
- Copa Paulista: 2022

Seleção Brasileira
- Jogos Pan-Americanos: 2007